# Clarée
Die Clarée ist ein Fluss in Frankreich, der im Département Hautes-Alpes in der Region Provence-Alpes-Côte d’Azur verläuft. Sie entspringt in den Cottischen Alpen, nahe dem Mont Thabor (3178 m), im Gemeindegebiet von Névache. Die Quelle befindet sich unterhalb des Col de l’Aiguille Noire, hart an der Grenze zum benachbarten Département Savoie in der Region Auvergne-Rhône-Alpes; der Quellbach nennt sich zunächst Ruisseau des Rochilles. Die Clarée entwässert generell in südöstlicher Richtung, immer parallel zur italienischen Grenze, und mündet nach rund 32 Kilometern an der Gemeindegrenze von Val-des-Prés und Montgenèvre als rechter Nebenfluss in die Durance.

## Orte am Fluss
- Névache
- Plampinet (Gemeinde Névache)
- La Draye (Gemeinde Val-des-Prés)
- Val-des-Prés
- Le Rosier (Gemeinde Val-des-Prés)